# Cities
Cities é o terceiro álbum de estúdio da banda Anberlin, lançado a 20 de Fevereiro de 2007.
O disco vendeu 34 mil cópias na primeira semana e estreou no nº 19 da Billboard 200 e recebeu boas críticas.
O vocalista Stephen Christian disse numa entrevista: "O primeiro disco (Blueprints for the Black Market) era mais infantil nas letras, tipo Man vs. World. No segundo disco (Never Take Friendship Personal) era mais tipo Man Vs. Man.. Este álbum é mais adulto tipo Man vs. Self."
| Críticas profissionais                                                      | Críticas profissionais |
| Avaliações da crítica                                                       | Avaliações da crítica  |
| Fonte                                                                       | Avaliação              |
| --------------------------------------------------------------------------- | ---------------------- |
| Jesus Freak Hideout                                                         | [ 4 ]                  |
| AbsolutePunk.net                                                            | (85%)                  |
| allmusic                                                                    | [ 6 ]                  |
| JustPressPlay                                                               | [ 7 ]                  |
| KillYourStereo                                                              | (85/100)               |
| Patrol Magazine                                                             | [ 9 ]                  |
| RebelPunk                                                                   | [ 10 ]                 |
| Esta tabela precisa de ser acompanhada por texto em prosa. Consulte o guia. |                        |

## Faixas
1. "(Début)" - 1:27
2. "Godspeed" - 3:02
3. "Adelaide" - 3:14
4. "A Whisper & a Clamor" - 3:25
5. "The Unwinding Cable Car" - 4:17
6. "There Is No Mathematics to Love and Loss" - 3:11
7. "Hello Alone" - 4:00
8. "Alexithymia" - 3:23
9. "Reclusion" - 3:31
10. "Inevitable" - 3:47 (Vocal convidada Aaron Marsh dos Copeland)
11. "Dismantle.Repair." - 4:18
12. "(*Fin)" - 8:53

### Edição especial
As faixas estão incluídas na compilação Lost Songs
1. "Uncanny" - 3:28
2. "There Is a Light That Never Goes Out" (Cover de The Smiths) - 4:17
3. "The Promise" (cover de When in Rome) - 3:17

A edição especial inclui um DVD com cenas do making of de Cities.

## Créditos
- Stephen Christian – Vocal
- Joseph Milligan – Guitarra
- Nathan Young – Bateria
- Nathan Strayer – Guitarra
- Deon Rexroat – Baixo